# Massey (Familienname)
Massey ist der Familienname folgender Personen:

## Namensträger
- Anna Massey (1937–2011), englische Schauspielerin
- Athena Massey (* 1967), US-amerikanische Schauspielerin
- Cal Massey (1928–1972), US-amerikanischer Jazzmusiker
- Chandler Massey (* 1990), US-amerikanischer Schauspieler
- Charles Carleton Massey (1838–1905), englischer Rechtsanwalt und Theosoph
- Christopher Massey (* 1990), US-amerikanischer Schauspieler
- Cleo Massey (* 1993), australische Schauspielerin
- Dane Massey (* 1988), irischer Fußballspieler
- Daniel Massey (1933–1998), britischer Schauspieler
- David M. Massey (* 1957), US-amerikanischer Regisseur, Drehbuchautor und Produzent
- Doreen Massey, Baroness Massey of Darwen (1938–2024), britische Politikerin (Labour Party)
- Doreen Massey (Geographin) (1944–2016), britische Geographin
- Douglas Massey (* 1952), US-amerikanischer Soziologe
- Edith Massey (1918–1984), US-amerikanische Schauspielerin und Sängerin
- Harrie Massey (1908–1983), australischer Physiker
- Hart Massey (1823–1896), kanadischer Unternehmer und Philanthrop
- Hugh Dillon Massey, 1. Baronet (um 1740–1807), irischer Politiker
- Hugh Dillon Massey, 2. Baronet (1767/1768–1842), britischer Politiker
- Ida Massey (1893–1962), kanadische Schriftstellerin
- Ilona Massey (1910–1974), US-amerikanische Schauspielerin
- Irving Massey (* 1924), kanadisch-amerikanischer Literaturwissenschaftler
- James Massey (1934–2013), US-amerikanischer Informationstheoretiker und Kryptologe
- Jason Eric Massey (1973–2001), US-amerikanischer Straftäter
- Jennifer Ann Massey (* 1973), US-amerikanische Schauspielerin und Model
- Jeremiah Massey (* 1982), mazedonischer Basketballspieler
- John E. Massey (1819–1901), US-amerikanischer Politiker
- Kelly Massey (* 1985), britische Sprinterin
- Kent Massey (* 1952), US-amerikanischer Segler
- Kyle Massey (* 1991), US-amerikanischer Schauspieler und Rapper
- Kyle Dean Massey (* 1981), US-amerikanischer Filmschauspieler und Sänger
- Michael Massey (* 2005), bahamaischer Fußballspieler
- Mike Massey (* 1947), US-amerikanischer Billardspieler
- Paul Massey (Ruderer) (1926–2009), britischer Ruderer
- Paul Massey (Tontechniker) (* 1958), britischer Tontechniker
- Raymond Massey (1896–1983), kanadisch-amerikanischer Schauspieler
- Sian Massey-Ellis (* 1985), englische Fußballschiedsrichterassistentin
- Stewart Marsden Massey (1877–1934), englischer Badmintonspieler
- Sujata Massey (* 1964), US-amerikanische Autorin
- Vincent Massey (1887–1967), kanadischer Diplomat und Politiker
- Walter E. Massey (* 1938), US-amerikanischer Physiker und Wissenschaftsmanager
- Walter Massey (1928–2014), kanadischer Schauspieler und Synchronsprecher
- William Ferguson Massey (1856–1925), neuseeländischer Politiker
- William Nathaniel Massey (1809–1881), britischer Anwalt und Politiker
- William A. Massey (1856–1914), US-amerikanischer Politiker
- William S. Massey (1920–2017), US-amerikanischer Mathematiker
- Zachary D. Massey (1864–1923), US-amerikanischer Politiker
- Zane Massey (* 1957), US-amerikanischer Jazzmusiker